# (1985) Hopmann
(1985) Hopmann ist ein Asteroid des Hauptgürtels, der am 13. Januar 1929 vom deutschen Astronomen Karl Wilhelm Reinmuth in Heidelberg entdeckt wurde.
Der Asteroid ist nach dem deutschen Astronomen Josef Hopmann benannt.